# Kaf

Fenickie kaf

Arabskie kaf

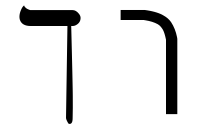
Litera kaf końcowa w kroju pisma (kolejno od prawej do lewej): nowoczesnym bezszeryfowym i tradycyjnym

Kaf (כ/ך, ك‍, ܟܟ) – jedenasta litera alfabetów semickich, m.in. fenickiego, aramejskiego, arabskiego, hebrajskiego. W gematrii reprezentuje liczbę 20. W perskim alfabecie odpowiada jej litera ک.
W języku hebrajskim litera כ/ך oznacza dźwięk [ch] lub [k], jak np. kelew (pies) כלב lub ochel (jedzenie) אוכל. W zapisie zwięzłym (כתיב חסר, trb. ktiw chaser) dźwięk [k] oznaczany jest poprzez wpisanie w środek litery specjalnej kropki, zwanej dagesz (דגש). Jeżeli kaf nie zawiera dagesz, odczytywana jest jak [ch]. W pisowni pełnej (כתיב מלא, trb. ktiw male) (bez wokalizacji) kaf może zostać odczytane na oba sposoby. Kaf jest zapisywany znakiem ך jeżeli występuje na końcu wyrazu. Nie zmienia to wcale wymowy ani transliteracji tej litery.